# محمدحسن گنجی
محمّدحسن گنجی (۲۱ خرداد ۱۲۹۱ – ۲۸ تیر ۱۳۹۱) استاد جغرافیا در دانشگاه تهران بود. از او به‌عنوان بنیان‌گذار دانش جغرافیای نوین و هواشناسی در ایران نام برده می‌شود.  او همچنین عهده‌دار مقام معاونت اول سازمان جهانی هواشناسی و همین‌طور شورای اجرایی آن، و مسئول راه اندازی و اولین رئیس دانشگاه بیرجند بین سال‌های ۱۳۵۶ تا ۱۳۵۷ بود.
گنجی، آموزش دبستان و دبیرستان را در شهر خود، و آموزش عالی را در تهران (دارالمعلمین عالی، ۱۳۰۹–۱۳۱۲)، انگلستان (۱۳۱۲–۱۳۱۷) و ایالات متحدهٔ آمریکا (۱۳۲۳–۱۳۳۱) در رشتهٔ جغرافیا با تأکید بر اقلیم‌شناسی انجام داد. وی پایان‌نامهٔ خود را دربارهٔ آب و هوای ایران تألیف نمود.
او از سال ۱۳۱۷ تا ۱۳۵۴ در خدمت دانشگاه تهران به تدریس اشتغال داشته و نخستین کسی بوده‌است که جغرافیای نوین را وارد برنامه‌های دانشگاهی کرده‌است. وی مراحل دانشگاهی را از دبیری تا معاونت دانشگاه طی کرده و در سال ۱۳۵۴ با اخذ درجهٔ استادی ممتاز بازنشسته شده‌است.
وی از سال ۱۳۳۵ تا ۱۳۴۷ مدیریت ادارهٔ کل هواشناسی را عهده‌دار بوده و در واقع بینان‌گذار سازمان هواشناسی ایران بوده‌است.
در همین سال‌ها، او ۴ سال ریاست منطقهٔ آسیا را در سازمان جهانی هواشناسی عهده‌دار بود و تا پایان عمر، رابطهٔ خود را با آن سازمان حفظ کرد. وی چندین کتاب، از جمله اطلس اقلیمیِ ایران، و بیش از صد مقاله به زبان‌های فارسی و انگلیسی منتشر ساخت. به همین مناسبت در سال ۲۰۰۱ برندهٔ جایزهٔ سازمان جهانی هواشناسی جهانی شد.
او مؤسس و اولین رئیس دانشگاه بیرجند بود.
در تاریخ سوم آذرماه ۱۳۹۰، منزل مسکونی محمدحسن گنجی توسط معاونت اجتماعی - فرهنگی شهرداری منطقهٔ ۷ تهران خریداری شد.

## زندگی
محمّدحسن گنجی در ۲۱ خردادِ سال ۱۲۹۱ خورشیدی در بیرجند به دنیا آمد. پس از پایان تحصیلات مقدماتی در مدرسهٔ شوکتیهٔ بیرجند، وارد دارالمعلمین عالی تهران شد و در رشتهٔ تاریخ و جغرافیا به دریافت درجهٔ کارشناسی نائل گردید. سپس به‌عنوان دانشجوی برگزیده به اروپا اعزام شد و در دانشگاه ویکتوریا، منچستر انگلستان به تحصیل ادامه داد و در سال ۱۳۱۷، لیسانس تخصصی خود را در جغرافیا اخذ کرد.
وی بار دیگر، در سال ۱۳۳۱، با استفاده از بورس تحصیلی عازم ایالات متحدهٔ آمریکا شد و دکتری خود را در رشتهٔ جغرافیا، از دانشگاه کلارک دریافت کردو پس از بازگشت به ایران، در دانشگاه تهران مشغول به تدریس شد و با درجهٔ استادی در سال ۱۳۵۸ بازنشسته گردید. بااین‌حال، وی هیچ‌گاه دست از کار نکشید و از سال ۱۳۶۴ همکاری خود را با مرکز دائرةالمعارف بزرگ اسلامی آغاز نمود. از سال ۱۳۷۰ به‌عنوان مشاور رئیس دانشکدهٔ علوم زمین با دانشگاه شهید بهشتی همکاری داشت.
وی، علاوه بر مدیریت گروه جغرافیا، ریاست دانشکدهٔ ادبیات و علوم انسانی و معاونت دانشگاه تهران، پیش از انقلاب ایران، ریاست ادارهٔ کل هواشناسی ایران و ریاست هواشناسی منطقهٔ آسیا را نیز بر عهده داشته و عضو کمیتهٔ اجرایی سازمان هواشناسی جهان بود.

### والدین و انساب
پدر او ابوتراب، مدت‌ها نایب‌الحکومهٔ شهر قائن بود. افراد خانوادهٔ وی در خدمت امرای قاینات (بیرجند)، یعنی خاندان علم بودند. پدرش به کشاورزی و دامپروری اشتغال داشت. وی سه برادر و دو خواهر داشته که چهار نفر آن‌ها در مدارس محلی بیرجند به تدریس اشتغال داشتند. در حال حاضر، همهٔ آن‌ها به غیر از دو نفرشان از دنیا رفته‌اند.

### خاطرات و وقایع دوران تحصیل
گنجی خود چنین می‌گوید: «من با دبیری در دانشگاه تهران شروع کردم و بعد از ۱۳ سال استادیار این دانشگاه شدم. اولین کسی بودم که با تحصیلات عالیهٔ جغرافیا به ایران برگشتم و در سال دوم گشایش دانشگاه تهران به‌همراه دو نفر از همکارانم رشتهٔ جغرافیا را پایه‌گذاری کردیم. بعد از ما شش نسل جغرافیدان در ایران تربیت شده‌است که من به‌نوعی احساس می‌کنم پدربزرگ این جریان باشم. مدتی رئیس دانشکده و معاون دانشگاه تهران بودم. در دوران بازنشستگی هم دانشگاه بیرجند را تأسیس کردم. قبل از انقلاب، مدتی معاون پارلمانی وزارت راه بودم. پس از انقلاب، در دوران جنگ ایران و عراق، مشاور وزیر دفاع بودم. حالا هم در دانشگاه شهید بهشتی مشاور دانشکدهٔ علوم زمین هستم و دو دانشجوی دکتری دارم. بیش از صد مقاله به فارسی و انگلیسی نوشته‌ام و چهارده کتاب درسی به چاپ رسانده‌ام. مهم‌تر از همهٔ این‌ها انتشار کتابی با عنوان جغرافیا در ایران از دارالفنون تا انقلاب اسلامی، که داستان علم جغرافیا در کشور است. پانزده سال است که با دائرةالمعارف اسلامی همکاری می‌کنم و این اواخر با مرکز گفتگوی تمدن‌ها ارتباط نزدیک دارم و قرار است اطلس جغرافیایی تمدن‌ها را تهیه بکنم.»

### فعالیت‌های ضمن تحصیل
همچنین وی از دوران تحصیل در مقطع ابتدایی و متوسطهٔ خود چنین به یاد می‌آورَد: «در ایام تعطیل (تابستان) بسیاری از ما را به یادگیری حرفه‌های سنتی وامی‌داشتند و دانش‌آموزانی که پدرانِ با حرفه‌های بازاری اشتغال داشتند، در خلال تحصیل به پدر خود کمک می‌کردند. در زمان تحصیلات ابتدایی من، پیش‌آهنگی در مدارس متداول شده‌بود و بسیاری از حرفه‌ها را از طریق پیش‌آهنگ به ما یاد می‌دادند.»
گنجی، در ضمن تحصیل در انگلستان، چندین مسافرت علمی همراه گروه‌های دانشگاهی به نواحی داخلی انگلستان و اسکاتلند و همچنین به شبه‌جزیرهٔ ایبری (اسپانیا و پرتغال) و اسکاندیناوی (دانمارک، سوئد و فنلاند) و ممالک دیگرِ اروپایی انجام داد.

### همسر و فرزندان
گنجی در ۲۴ دی‌ماه ۱۳۲۰ با لطیفه جوادزاده، از ایرانیان مقیم ارمنستان، ازدواج کرد. او فرزندی نداشت و تا پایان عمر در کنار همسر خود ماند. در دوران پیری که همسرش بیمار بود و خودش نیز کهولت سن داشت، از همسر خود پرستاری می‌کرد.

### درگذشت
محمدحسن گنجی، ۲۸ تیرماه ۱۳۹۱ بر اثر زمین‌خوردن در منزل شخصی خود دچار خون‌ریزی مغزی شد. پس از آن به بیمارستان پیامبران منتقل شد و تحت عمل جراحی قرار گرفت که در نهایت درگذشت.

پیکر او، پس از تشییع از مقابل دانشگاه تهران، جهت خاکسپاری به زادگاهش، شهر بیرجند، منتقل شد و در تاریخ ۲ مردادماه ۱۳۹۱ در محل بوستان محمدحسن گنجی در خیابان توحید، به خاک سپرده شد.

### فعالیت‌های آموزشی
وی پس از اخذ درجهٔ لیسانس از انگلستان (در سال ۱۳۱۷)، به ایران بازگشت و به مدت ۱۴ سال با سمت دبیری در دانشکدهٔ ادبیات دانشگاه تهران و دانشسرای عالی به تدریس جغرافیا پرداخت.
همچنین پس از اخذ مدرک دکتری در سال ۱۳۳۴ از آمریکا، به ایران بازگشت و پس از طی ۵ سال دورهٔ دانشیاری، در سال ۱۳۳۹ به‌عنوان استادی پاره‌وقت (با رتبهٔ ۱۰) دانشگاه تهران ارتقا یافت و متصدی کرسی جغرافیای انسانی شد. در مهرماه ۱۳۴۷ خدمت تمام‌وقت دانشگاه را پذیرفت و از سال ۱۳۴۸ در سمت استاد و مدیر گروه آموزشی جغرافیا در دانشگاه انجام وظیفه کرد.

### تحصیلات رسمی و حرفه‌ای
گنجی، پس از به پایان رساندن تحصیلات متوسطه در زادگاه خود، یعنی بیرجند، در مهرماه ۱۳۰۹ خورشیدی به تهران آمد تا حقوق بخوانَد؛ ولی در تهران متوجه شد که بیشتر استادان مدرسهٔ عالی حقوق آن زمان، فرانسوی هستند، و چون زبان فرانسوی نمی‌دانست، به دارالمعلمین عالی رفت که نخستین بنیاد آموزش عالی آن زمان بود. دارالمعلمین عالی، که در ۱۳۰۷ بنیان‌گذاری شده‌بود، دو گروه «فلسفه و ادبیات» و «تاریخ و جغرافیا» داشت. گنجی در رشتهٔ تاریخ و جغرافیا نام‌نویسی کرد و پس از سه سال، در ۱۳۱۲ لیسانس آن رشته را دریافت کرد. از آنجا که گنجی در کنکور اعزام به خارج در بخش معلمی تاریخ و جغرافیا مقام اول را به دست آورده‌بود، در ۲۵ شهریور ۱۳۱۲ همراه با حدود ۹۰ نفر دیگر، که ۲۰ نفر از آنان از دانش‌آموختگان دانشسرای عالی بودند، به فرانسه فرستاده شد.
چون در دبیرستان شوکتی بیرجند تا اندازه‌ای با زبان انگلیسی آشنا شده‌بود، او را با ۱۲ نفر دیگر از دانشجویان، که به زبان انگلیسی آشنایی داشتند، پس از چند روز ماندن در پاریس، به لندن فرستادند. در آن روزها معمول بود که دانشجویان فرستاده‌شده به انگلستان را برای یک سال به زندگی در یک خانوادهٔ انگلیسی وامی‌داشتند تا زبان و آداب انگلیسی را فراگیرند. اما چون گنجی زبان انگلیسی را به اندازهٔ نیاز می‌دانست، او را بی‌درنگ پس از ورود به انگلستان به دانشگاه ویکتوریا در منچستر معرفی کردند که در آن زمان یکی از پنج دانشگاه معتبر، پس از آکسفورد و کمبریج، به‌شمار می‌آمد.
در سال دوم ماندن در انگلستان بود که پس از یک سال مطالعه و بررسی رشته‌های گوناگون، تصمیم گرفت که در زمینهٔ جغرافیا کار کند، و از آن زمان تاریخ برای او در درجهٔ دوم اهمیت قرار گرفت. او در آن سال در گروه تخصصی جغرافیا در دانشگاه منچستر نام‌نویسی کرد و پس از چهار سال توانست لیسانس تخصصی و ممتاز در جغرافیا را به دست آورَد، که برابر کارشناسی ارشد به‌شمار می‌آید.
او دلیل گرایش خود را به جغرافیا و به‌ویژه هواشناسی دو رویداد خشکسالی و سیلی می‌داند که در روزگار کودکی و نوجوانی در زادگاهش رخ داد و باعث آسیب زیادی به روستاییان شده‌بود. همچنین، در روزگاری که در خارج تحصیل می‌کرد، بحث‌های داغی پیرامون نظریهٔ تکامل در جریان بود و از آنجا که بارها شنیده‌بود که پاسخ جانداران به دگرگونی آب و هوا، نقش مهمی در تکامل جانداران دارد، به موضوع‌های مربوط به آب و هوا و محیط بسیار گرایش پیدا کرده‌بود.
گنجی در مهرماه ۱۳۱۷ به ایران بازگشت و با عنوان دبیر (امروزه در رتبه‌بندی علمی دانشگاهی به آن مربی می‌گویند) در دانشکدهٔ ادبیات و دانشسرای عالی به تدریس جغرافیا پرداخت. دورهٔ خدمت دبیری او ۱۴ سال به طول انجامید، و چون با مقررات آن روز هرگز نمی‌توانست بدون درجهٔ دکتری، استاد دانشگاه شود، با استفاده از فرصت مطالعاتی، در شهریور ۱۳۳۱ به آمریکا رفت و پس از دو سال تحصیل در دانشگاه کلارک (در شهر ورستر ایالت ماساچوست) درجهٔ دکتری در جغرافیا را به دست آورد.

### سایر فعالیت‌ها و برنامه‌های روزمره
گنجی، در کنار تدریس و تحقیق، در بسیاری از مؤسسات دولتی و خصوصی، که با زمینه‌های جغرافیایی ارتباط داشته‌اند در مراحل برنامه‌ریزی و همچنین در دوران‌های اجرایی مشارکت داشته‌است.

### خانهٔ گنجی
در تاریخ سوم آذرماه ۱۳۹۰  توسط شهرداری منطقهٔ ۷ تهران خریداری شد. این مکان زیرنظر معاونت اجتماعی - فرهنگی منطقهٔ ۷ اداره می‌شود.

### جوایز و نشان‌ها
در سال ۱۳۵۴، به‌عنوان استاد ممتاز دانشگاه تهران انتخاب شد.
وی در بیست‌ونهمین کنگرهٔ اتحادیهٔ بین‌المللی جغرافیایی در کرهٔ جنوبی در سال ۲۰۰۰ میلادی به‌عنوان یکی از ۱۵ جغرافیدان برجستهٔ جهان شناخته شد، همچنین سازمان هواشناسی جهانی WMO، جایزهٔ علمی سال ۲۰۰۱ خود را به او اعطا کرد. وی نشان درجه سه در خدمات دولتی را نیز دریافت کرده‌است. گنجی، از اوایل انقلاب تا پایان عمر، بالغ بر ۶۳ لوح تقدیر از مراکز آثار و مفاخر علمی، چهره‌های ماندگار، انجمن‌های علمی جغرافیایی و دانشگاه‌ها دریافت کرده‌است.

### استادان و مربیان
مربیان و استادان گنجی در طی دوران تحصیل او عبارت بودند از: میرزا احمد نراقی، شیخ احمد سلیمانی نراقی، کلنل علینقی وزیری، مفیدالملک، سیدرضی حسین (ناظم هندی)، عباس اقبال آشتیانی، امیرتوکل کامبوزیا، ماژور مسعودخان کیهان، بدیع‌الزمان فروزانفر، سیدمحمدکاظم عصار،  صادق رضازادهٔ شفق، عبدالحسین شیبانی وحیدالملک،  عیسی صدیق اعلم، اسدالله بیژن و…

### مشاغل و سمت‌های مورد تصدی گنجی
گنجی، در کنار فعالیت خود در دانشگاه تهران، از مهرماه ۱۳۳۵ تا مهرماه ۱۳۴۷ ریاست ادارهٔ کل هواشناسی ایران را نیز بر عهده داشت. وی در این مدت، نمایندهٔ ثابت دولت ایران در سازمان جهانی هواشناسی بود. او به مدت ۵ سال ریاست هواشناسی منطقهٔ آسیا و عضویت کمیتهٔ اجرایی سازمان یادشده را نیز بر عهده داشت.
او از اردیبهشت ماه ۱۳۴۲ تا مهرماه ۱۳۴۷ معاونت پارلمانی وزارت راه، و در زمان ریاست دانشگاهیِ  رضا، از سال ۱۳۴۷، به مدت یک سال سمت معاونت اداری و مالی دانشگاه تهران را عهده‌دار شد. آنگاه، پس از چندی، مشاور دانشگاه گردید و سپس از خردادماه ۱۳۵۳ عهده‌دار ریاست دانشکدهٔ ادبیات و علوم انسانی گردید و تا پایان خدمت ۳۷سالهٔ دانشگاهیِ خود در این سمت باقی بود.
وی در بهمن‌ماه ۱۳۵۴ به افتخار بازنشستگی نائل آمد و از مهرماه ۱۳۵۴ تا پایان سال ۱۳۵۷ ریاست مؤسسهٔ آموزش عالی امیر شوکت‌الملک علم بیرجند را بر عهده داشت و از سال ۱۳۶۸ تا ۱۳۷۲ مشاور رئیس سازمان جغرافیایی نیروهای مسلح بود؛ و از سال ۱۳۷۳ نیز، با سمت مشاور دانشکدهٔ علوم زمین دانشگاه شهید بهشتی، در طراحی و اجرای برنامه‌ها مشارکت داشته‌است.
همچنین از سال ۱۳۶۵ عضویت بخش جغرافیایی سازمان مطالعه و تدوین کتب دانشگاهی (سمت) را دارا بوده و با بیشتر دانشگاه‌های تهران، به‌ویژه دانشگاه تربیت مدرس، همکاری داشته و در دوره‌های دکتری جغرافیا تدریس کرده‌است.
وی همچنین عضویت کمیتهٔ رهبری اطلس اقلیمی ایران را در سازمان هواشناسی ایران بر عهده داشته‌است.
از دیگر مشاغل وی می‌توان به موارد زیر اشاره کرد:
- عضو مادام‌العمر انجمن جغرافیایی انگلستان
- عضو سابق انجمن سلطنتی مردم‌شناسی انگلستان و ایرلند
- عضو شورای عالی آمار
- عضو هیئت تحریریهٔ دائرةالمعارف بریتانیکا
- عضو افتخاری انجمن آمریکایی پیشرفت علوم
- عضو شورای عالی مردم‌شناسی
- عضو انجمن جغرافیایی کشورهای آسیا و آفریقا
- عضو کمیتهٔ ملی آب‌شناسی (یونسکو)
- عضو هیئت ممیزهٔ دانشگاه تهران
- عضو کمیسیون بورس‌های دانشگاهی
- عضو کمیسیون همکاری فرهنگی ایران و فرانسه (دانشگاهی)
- عضو کمیتهٔ جغرافیایی فرهنگستان ایران
- عضو شورای عالی جغرافیایی، وابسته به سازمان جغرافیایی کشور
- عضو کمیتهٔ برنامه‌ریزی وزارت آموزش و پرورش
- عضو هیئت امنای مدرسهٔ عالی بازرگانی رشت
- عضو هیئت امنای مدرسهٔ عالی علوم اراک
- عضو هیئت امنای مدرسهٔ عالی فنی تهران
- عضو اتحادیهٔ انجمن‌های علمی
- رئیس اولین کنگرهٔ جغرافی‌دانان ایران (۱۳۵۲)
- عضو شورای دانشگاه تهران
- اولین رئیس انجمن جغرافی‌دانان ایران (۱۳۵۳ تا ۱۳۵۷)[۱۲]

## چگونگی عرضهٔ آثار
گنجی سفرهای علمی متعددی به کشورهای اسکاتلند، پرتغال، دانمارک، سوئد، فنلاند، پاکستان، هندوستان، ژاپن، اندونزی، مالزی، سنگاپور، هنگ کنگ، لبنان، اتریش، آلمان، هلند، بلژیک، اسپانیا، فرانسه، نروژ، شوروی سابق (مسکو، کیف، ایروان و باکو)، استرالیا، کانادا، ایالات متحده آمریکا و کلیهٔ شیخ‌نشین‌های خلیج فارس نمود.
گنجی در کنگرهٔ بین‌المللی جغرافیایی (آمستردام ۱۹۳۸، واشینگتن ۱۹۵۲، دهلی نو ۱۹۶۸ و مونترال کانادا ۱۹۷۲)، سمینار جغرافیایی کشورهای آسیایی و آفریقایی (علیگرهٔ هندوستان، ۱۹۵۶)، کمیسیون حل اختلاف آب هیرمند بین ایران و افغانستان (واشینگتن، ۱۹۵۶)، کمیتهٔ اجرایی طرح مناطق خشک یونسکو (کانبرای استرالیا، ۱۹۵۶)، کمیتهٔ منطقه‌ایِ سازمان هواپیمایی کشوری بین‌المللی (رم، ۱۹۵۹)، کمیتهٔ هواشناسی سازمان پیمان مرکزی (آنکارا، ۱۹۵۹، ۱۹۶۰، ۱۹۶۱ و ۱۹۶۳، لندن، ۱۹۶۰)، اجلاسیهٔ هواشناسی منطقهٔ آسیا (رانگون، ۱۹۵۹، بانکوک، ۱۹۶۲، تهران، ۱۹۶۶ و توکیو، ۱۹۷۰)، کمیسیون اقلیم‌شناسی سازمان هواشناسی جهانی (لندن، ۱۹۶۰ و استکهلم، ۱۹۶۵)، کنگرهٔ سازمان هواشناسی جهانی (ژنو، ۱۹۶۳، ۱۹۶۷ و ۱۹۷۱)، اجلاسیهٔ کمیتهٔ اجرایی سازمان هواشناسی جهانی (ژنو، ۱۹۶۵، ۱۹۶۶، ۱۹۶۸، ۱۹۶۹ و ۱۹۷۱)، کمیتهٔ ارتباطات سازمان عمران منطقه‌ای (اسلام‌آباد پاکستان، ۱۹۶۶)، دومین کنگرهٔ سازمان ملل متحد دربارهٔ یکنواخت ساختن اسامی (لندن، ۱۹۷۲)، کنفرانس یونسکو دربارهٔ آموزش جغرافیا در آسیای شرقی و اقیانوسیه (سنگاپور، ۱۹۷۲)، دومین اجلاسیهٔ گروه کارشناسان هواشناسی جهانی دربارهٔ کاربرد اقلیم‌شناسی در مسائل محیطی (ژنو، ۱۹۷۲)، دومین کمیتهٔ فنی اندازه‌گیری آلودگی هوا (هلسینکی، ۱۹۷۳)، کنفرانس یونسکو دربارهٔ آموزش جغرافیا در آسیای جنوبی (دهلی نو، ۱۹۷۴)، هشتمین اجلاسیهٔ گروه کارشناسان جغرافیای سازمان ملل (نیویورک، ۱۹۷۵)، سمپوزیوم هواشناسی در رابطه با آمایش زمین (اشویل، کارولینای شمالی، ۱۹۷۵)، بیست و سومین کنگرهٔ بین‌المللی جغرافیا (مسکو، ۱۹۷۶)، سومین کنگرهٔ سازمان ملل برای یکنواخت کردن اَعلام جغرافیایی (آتن، ۱۳۵۶، مونترال، ۱۳۶۵ و ژنو، ۱۳۷۰)، سفر عتبات عالیات در گروه دانشگاه تهران (۱۳۵۶)، سفر چین در گروه دانشگاه تهران (۱۳۵۷)، یازدهمین اجلاسیهٔ گروه کارشناسان ملل متحد (ژنو، ۱۳۶۳)، چهارمین اجلاسیهٔ منطقه‌ای برای همسان‌سازی نام‌های جغرافیایی (تهران، ۱۳۶۹)، سمینار مرزهای ایران در مرکز ژئوپلیتیک و مرزهای بین‌المللی دانشگاه لندن (لندن، ۱۳۷۰)، سمینار هویت ایران در پایان قرن بیستم در دانشگاه لندن (لندن، ۱۳۷۷) شرکت فعال داشته‌است.
گنجی، حدود ۱۰ درس جدید و گوناگون را به‌تدریج وارد برنامهٔ رشتهٔ جغرافیا نمود و همه را شخصاً به‌تناوب در سال‌های تحصیلی مختلف تدریس کرد. از آثار وی می‌توان به ۱ جزوهٔ درسی، ۱۶ اثر تألیفی، ۶ نقد کتاب، ۱۲ مقدمهٔ کتاب، ۸۰ مقالهٔ علمی، ۱۹ سخنرانی و ۱۴ مقاله به زبان انگلیسی اشاره کرد.∗
او بنیان‌گذار دانشگاه بیرجند است.

## آثار
-جنگ و جغرافیا یا روابط دول بزرگ در اقیانوسیه. تهران، بنگاه پروین، ۱۳۲۱
-بشر چیست. ترجمه از آثار مارک تواین. تهران چاپ سوم، بنگاه افشاری، ۱۳۵۱
-جغرافیا سال پنجم ابتدایی (با همکاری حسین خلیلی‌فر). تهران، بنیاد فرانکلین، ۱۳۳۷
-جغرافیا ششم ابتدایی با همکاری حسین خلیلی‌فر. تهران، بنیاد فرانکلین، ۱۳۳۷
- آمار بارندگی ایران. تهران، مرکز تحقیقات علمی مناطق خشک دانشگاه تهران، ۱۳۳۸
-کتاب‌های جغرافیای دبیرستان از سال اول تا سال ششم (با همکاری گروه مؤلفان). دههٔ ۱۳۴۰
-فهرست مقاله‌های جغرافیایی (با همکاری جواد صفی‌نژاد). تهران، دانشکدهٔ ادبیات دانشگاه تهران، ۱۳۴۱
-جغرافیای ایران (چهار فصل در جلد اول ایرانشهر). تهران، نشریه شمارهٔ ۲۲ کمیسیون ملی یونسکو، ۱۳۴۲
-اطلس اقلیمی ایران. تهران، مؤسسه جغرافیای دانشگاه تهران، ۱۳۴۶
-مجموعهٔ ۳۳ مقالهٔ جغرافیایی. تهران، بنیاد جغرافیایی و کارتوگرافی سحاب، ۱۳۵۳
-جغرافیا در ایران از دارالفنون تا انقلاب اسلامی. مشهد، آستان قدس رضوی، ۱۳۶۷
-تاریخچهٔ جغرافیا در تمدن اسلامی. تهران، بنیاد دائرةالمعارف اسلامی، ۱۳۶۸
-نامه‌هایی از قهستان (ترجمه و تعلیق). مشهد، مرکز خراسان‌شناسی، ۱۳۷۹